# Most w Dźwirzynie
Most w Dźwirzynie – most drogowy nad Kanałem Resko w  Dźwirzynie w województwie zachodniopomorskim w ciągu drogi powiatowej nr 0152Z (Kołobrzeg–Mrzeżyno).
Most wantowy  o długości całkowitej z  przyczółkami 58 metrów i szerokość 15,38 m składa się z jednego  przęsła o długości 51 m.
Na moście znajduje się jezdnia dwupasmowa i obustronnie chodniki pieszo-rowerowe. Chodnik dla pieszych zlokalizowany jest po stronie południowej, a ścieżka rowerowa dwukierunkowa po stronie północnej.
Zastąpił on mocno wyeksploatowany, wojskowy most Baileya o konstrukcji składanej, który był postawiony jako budowla tymczasowa, w 1970 r. Był to stalowy most kratowy składany typu MS 2280 4-przęsłowy. Przęsła skrajne 5-elementowe dwuprzestrzenne o długości 15,22 m i wysokości 1,55 m.
Most wybudowany został w latach 2010-2011. Koszt budowy mostu wyniósł 9,5 mln zł i współfinansowany był z Europejskiego Funduszu Rozwoju Regionalnego.